# Paraleonnates uschakovi
Paraleonnates uschakovi är en ringmaskart som beskrevs av Chlebovitsch och Wu 1962. Paraleonnates uschakovi ingår i släktet Paraleonnates och familjen Nereididae. Inga underarter finns listade i Catalogue of Life.